# Minister bez teki (Polska)
Minister – członek Rady Ministrów, minister zadaniowy, minister bez teki – określenia ministra będącego członkiem Rady Ministrów, który nie kieruje działem administracji rządowej i nie jest obsługiwany przez ministerstwo, lecz wypełnia zadania określone przez Prezesa Rady Ministrów. Po wejściu w życie Konstytucji Rzeczypospolitej Polskiej z 1997 roku taką możliwość stwarza art. 149 ust. 1. Minister zadaniowy, tak samo jak minister działu adm. rz., pełni podwójną rolę: jest zarówno naczelnym organem administracji rządowej, jak i częścią organu kolegialnego – Rady Ministrów.

## Ministrowie – członkowie Rady Ministrów w czasach PRL
| Lp.   | imię i nazwisko        | Partia   | okres urzędowania                        | pełniona funkcja                                                                        |
| 1.    | Józef Cyrankiewicz     | PPS      | 28 listopada 1946 – 5 lutego 1947        | członek rządu                                                                           |
| 2.    | Wincenty Rzymowski     | SD       | 6 lutego 1947 – 30 kwietnia 1950         | członek rządu                                                                           |
| 3.    | Wincenty Baranowski    | SL / ZSL | 6 lutego 1947 – 21 listopada 1952        | członek rządu                                                                           |
| 4.    | Tadeusz Michejda       | SD       | 10 stycznia 1951 – 21 listopada 1952     | członek rządu                                                                           |
| 5.    | Kazimierz Mijal        | PZPR     | 21 listopada 1952 – 1 lutego 1956        | szef Urzędu Rady Ministrów                                                              |
| 6.    | Jerzy Sztachelski      | PZPR     | 13 listopada 1956 – 18 maja 1961         | pełnomocnik rządu ds. stosunków z Kościołem, kierownik Urzędu do Spraw Wyznań           |
| 7.    | Mieczysław Lesz        | PZPR     | 14 grudnia 1965 – 11 kwietnia 1968       | I zastępca przewodniczącego Komitetu Nauki i Techniki                                   |
| 8.    | Stanisław Wroński      | PZPR     | 16 lutego 1974 – 26 czerwca 1974         | członek rządu                                                                           |
| 9.    | Kazimierz Kąkol        | PZPR     | 29 maja 1974 – 3 kwietnia 1980           | kierownik Urzędu do Spraw Wyznań                                                        |
| 10.   | Jan Kamiński           | PZPR     | 27 marca 1976 – 8 października 1980      | prezes Zarządu Głównego Centralnego Związku Spółdzielni Rolniczych „Samopomoc Chłopska” |
| 11.   | Maciej Wirowski        | PZPR     | 2 grudnia 1976 – 21 listopada 1980       | I zastępca przewodniczącego Komisji Planowania przy Radzie Ministrów                    |
| 12.   | Eugeniusz Grochal      | PZPR     | 17 grudnia 1977 – 24 sierpnia 1980       | przewodniczący Państwowej Komisji Cen                                                   |
| 13.   | Tadeusz Bejm           | PZPR     | 17 grudnia 1977 – 8 października 1980    | wiceprezes Najwyższej Izby Kontroli                                                     |
| 14.   | Tadeusz Rudolf         | PZPR     | 8 lutego 1979 – 3 lipca 1981             | I zastępca przewodniczącego Komisji Planowania przy Radzie Ministrów                    |
| 15.   | Wiktor Sielanko        | PZPR     | 3 kwietnia 1980 – 8 października 1980    | prezes Zarządu Centralnego Związku Spółdzielczości Pracy                                |
| 16.   | Jerzy Kuberski         | PZPR     | 3 kwietnia 1980 – 26 maja 1982           | kierownik Urzędu do Spraw Wyznań                                                        |
| 17.   | Jerzy Gawrysiak        | PZPR     | 24 sierpnia 1980 – 12 czerwca 1981       | przewodniczący Państwowej Komisji Cen                                                   |
| 18.   | Stanisław Ciosek       | PZPR     | 21 listopada 1980 – 12 listopada 1985    | minister ds. współpracy ze związkami zawodowymi                                         |
| 19.   | Zdzisław Krasiński     | PZPR     | 12 czerwca 1981 – 27 lutego 1982         | przewodniczący Państwowej Komisji Cen                                                   |
| 20.   | Władysław Jabłoński    | PZPR     | 3 lipca 1981 – 5 grudnia 1983            | I zastępca przewodniczącego Komisji Planowania przy Radzie Ministrów                    |
| 21.   | Władysław Baka         | PZPR     | 3 lipca 1981 – 12 listopada 1985         | pełnomocnik rządu ds. reformy gospodarczej                                              |
| 22.   | Adam Łopatka           | PZPR     | 26 maja 1982 – 7 maja 1987               | kierownik Urzędu do Spraw Wyznań                                                        |
| 23.   | Andrzej Ornat          | PZPR     | 21 lipca 1982 – 12 listopada 1985        | minister ds. młodzieży                                                                  |
| 24.   | Aleksander Kwaśniewski | PZPR     | 12 listopada 1985 – 24 października 1987 | minister ds. młodzieży                                                                  |
| 25.   | Władysław Loranc       | PZPR     | 7 maja 1987 – 12 września 1989           | kierownik Urzędu do Spraw Wyznań                                                        |
| (24.) | Aleksander Kwaśniewski | PZPR     | 14 października 1988 – 12 września 1989  | przewodniczący Komitetu Społeczno-Politycznego Rady Ministrów                           |
| 27.   | Józef Oleksy           | PZPR     | 23 marca 1989 – 12 września 1989         | minister ds. współpracy ze związkami zawodowymi                                         |
| 28.   | Jerzy Urban            | PZPR     | 27 kwietnia 1989 – 12 września 1989      | przewodniczący Komitetu do Spraw Radia i Telewizji „Polskie Radio i Telewizja”          |

## Ministrowie – członkowie Rady Ministrów w okresie III RP (po 4 czerwca 1989)
| Lp.   | imię i nazwisko         | Partia (ew. klub/koło)      | okres urzędowania                           | pełniona funkcja |
| 1.    | Marek Kucharski         | SD                          | 12 września 1989 – 20 grudnia 1989          | minister ds. organizacji resortu łączności |
| 2.    | Aleksander Hall         | FPD                         | 12 września 1989 – 12 października 1990     | minister ds. współpracy z organizacjami politycznymi i stowarzyszeniami |
| 3.    | Artur Balazs            | związany z UD               | 12 września 1989 – 12 stycznia 1991         | minister ds. socjalnych i cywilizacyjnych wsi |
| 4.    | Witold Trzeciakowski    | UD                          | 12 września 1989 – 12 stycznia 1991         | przewodniczący Rady Ekonomicznej |
| (3.)  | Artur Balazs            | PSL „Solidarność”           | 23 grudnia 1991 – 9 maja 1992               | minister ds. współpracy z organizacjami politycznymi i stowarzyszeniami |
| 5.    | Jan Krzysztof Bielecki  | KLD                         | 11 lipca 1992 – 26 października 1993        | minister ds. integracji europejskiej |
| 6.    | Zbigniew Eysmont        | PPL                         | 11 lipca 1992 – 26 października 1993        | minister ds. promocji przedsiębiorczości |
| 7.    | Jerzy Kamiński          | PSL-PL                      | 11 lipca 1992 – 26 października 1993        | minister ds. współpracy z organizacjami politycznymi i stowarzyszeniami |
| 8.    | Zbigniew Siemiątkowski  | SdRP                        | 1 stycznia 1997 – 31 października 1997      | koordynator służb specjalnych |
| 9.    | Andrzej Piłat           | SdRP                        | 29 lipca 1997 – 31 października 1997        | minister ds. usuwania skutków powodzi z lipca 1997 |
| 10.   | Teresa Kamińska         | nom. AWS                    | 31 października 1997 – 26 marca 1999        | koordynator reform społecznych |
| 11.   | Wiesław Walendziak      | SKL                         | 31 października 1997 – 26 marca 1999        | szef Kancelarii Prezesa Rady Ministrów (do 1 marca 1999), koordynator prac legislacyjnych i programowych rządu |
| 12.   | Jerzy Widzyk            | RS AWS                      | 31 października 1997 – 26 marca 1999        | minister ds. usuwania skutków powodzi z lipca 1997, szef Kancelarii Prezesa Rady Ministrów (od 1 marca 1999) |
| 13.   | Jerzy Kropiwnicki       | ZChN                        | 31 października 1997 – 16 czerwca 2000      | prezes Rządowego Centrum Studiów Strategicznych |
| 14.   | Janusz Pałubicki        | RS AWS                      | 31 października 1997 – 19 października 2001 | koordynator służb specjalnych |
| 15.   | Ryszard Czarnecki       | ZChN                        | 27 lipca 1998 – 26 marca 1999               | minister ds. integracji europejskiej |
| 16.   | Lech Nikolski           | SLD                         | 7 stycznia 2003 – 2 maja 2004               | minister ds. integracji europejskiej oraz przygotowania referendum akcesyjnego (do czerwca 2003), prezes Rządowego Centrum Studiów Strategicznych (od lipca 2003)                                                    |
| 17.   | Danuta Hübner           | związana z SLD              | 16 czerwca 2003 – 30 kwietnia 2004          | minister ds. integracji europejskiej, sekretarz Komitetu Integracji Europejskiej |
| 18.   | Izabela Jaruga-Nowacka  | UP                          | 2 maja 2004 – 24 listopada 2004             | minister ds. równego statusu kobiet i mężczyzn oraz przeciwdziałania dyskryminacji |
| 19.   | Sławomir Cytrycki       | SLD                         | 2 maja 2004 – 31 października 2005          | szef Kancelarii Prezesa Rady Ministrów |
| 20.   | Zbigniew Wassermann     | PiS                         | 31 października 2005 – 7 września 2007      | koordynator służb specjalnych |
| 20.   | Zbigniew Wassermann     | PiS                         | 11 września 2007 – 16 listopada 2007        | koordynator służb specjalnych |
| 21.   | Przemysław Gosiewski    | PiS                         | 14 lipca 2006 – 7 września 2007             | przewodniczący Stałego Komitetu Rady Ministrów, koordynator prac legislacyjnych i programowych rządu |
| 21.   | Przemysław Gosiewski    | PiS                         | 11 września 2007 – 16 listopada 2007        | przewodniczący Stałego Komitetu Rady Ministrów, koordynator prac legislacyjnych i programowych rządu |
| 22.   | Mariusz Błaszczak       | PiS                         | 27 marca 2007 – 7 września 2007             | szef Kancelarii Prezesa Rady Ministrów (do 4 listopada 2007), koordynator prac rządu |
| 22.   | Mariusz Błaszczak       | PiS                         | 11 września 2007 – 16 listopada 2007        | szef Kancelarii Prezesa Rady Ministrów (do 4 listopada 2007), koordynator prac rządu |
| 23.   | Zbigniew Derdziuk       | związani z PO               | 16 listopada 2007 – 13 stycznia 2009        | przewodniczący Stałego Komitetu Rady Ministrów, koordynator prac legislacyjnych i programowych rządu |
| 24.   | Michał Boni             | związani z PO               | 15 stycznia 2009 – 18 listopada 2011        | przewodniczący Stałego Komitetu Rady Ministrów, szef Zespołu Doradców Strategicznych Prezesa Rady Ministrów, koordynator prac legislacyjnych i programowych rządu                                                    |
| 25.   | Tomasz Arabski          | związani z PO               | 18 listopada 2011 – 25 lutego 2013          | szef Kancelarii Prezesa Rady Ministrów, przewodniczący Stałego Komitetu Rady Ministrów, koordynator prac legislacyjnych i programowych rządu                                                                         |
| 26.   | Jacek Cichocki          | związani z PO               | 25 lutego 2013 – 16 listopada 2015          | szef Kancelarii Prezesa Rady Ministrów, przewodniczący Stałego Komitetu Rady Ministrów, koordynator prac legislacyjnych i programowych rządu, koordynator służb specjalnych (od 22 września 2014 do 15 czerwca 2015) |
| 27.   | Krzysztof Tchórzewski   | PiS                         | 16 listopada 2015 – 1 grudnia 2015          | minister ds. organizacji resortu energii |
| 28.   | Elżbieta Witek          | PiS                         | 16 listopada 2015 – 18 grudnia 2017         | szef Gabinetu Politycznego Prezesa Rady Ministrów, rzecznik prasowy rządu (do 8 stycznia 2016) |
| 29.   | Henryk Kowalczyk        | PiS                         | 16 listopada 2015 – 9 stycznia 2018         | przewodniczący Stałego Komitetu Rady Ministrów, koordynator prac legislacyjnych i programowych rządu |
| 30.   | Beata Kempa             | Solidarna Polska            | 16 listopada 2015 – 4 czerwca 2019          | szef Kancelarii Prezesa Rady Ministrów (do 18 grudnia 2017), koordynator pomocy humanitarnej i spraw uchodźców (od 19 grudnia 2017)                                                                                  |
| 31.   | Mariusz Kamiński        | PiS                         | 16 listopada 2015 – 27 listopada 2023       | koordynator służb specjalnych |
| 32.   | Michał Woś              | Solidarna Polska            | 4 czerwca 2019 – 4 marca 2020               | koordynator pomocy humanitarnej i spraw uchodźców (do 15 listopada 2019), minister ds. podziału resortu środowiska (od 15 listopada 2019)                                                                            |
| 33.   | Michał Dworczyk         | PiS                         | 4 czerwca 2019 – 27 listopada 2023          | szef Kancelarii Prezesa Rady Ministrów (do 12 października 2022), minister ds. udzielania wsparcia państwom sąsiedzkim (od 12 października 2022)                                                                     |
| 34.   | Konrad Szymański        | PiS                         | 15 listopada 2019 – 4 marca 2020            | minister ds. europejskich |
| 35.   | Łukasz Schreiber        | PiS                         | 15 listopada 2019 – 27 listopada 2023       | przewodniczący Stałego Komitetu Rady Ministrów, sekretarz Rady Ministrów |
| 36.   | Michał Cieślak          | Porozumienie / Republikanie | 6 października 2020 – 15 czerwca 2022       | minister ds. rozwoju samorządu terytorialnego |
| 37.   | Michał Wójcik           | Solidarna/Suwerenna Polska  | 6 października 2020 – 27 listopada 2023     | minister ds. obrony praw obywatelskich i ochrony tożsamości europejskiej |
| 38.   | Włodzimierz Tomaszewski | Republikanie                | 17 czerwca 2022 – 27 listopada 2023         | minister ds. rozwoju samorządu terytorialnego |
| 39.   | Zbigniew Hoffmann       | PiS                         | 22 czerwca 2022 – 27 listopada 2023         | sekretarz Komitetu Bezpieczeństwa Narodowego i Spraw Obronnych |
| 40.   | Agnieszka Ścigaj        | Polskie Sprawy              | 22 czerwca 2022 – 27 listopada 2023         | minister ds. integracji społecznej |
| 41.   | Marek Kuchciński        | PiS                         | 12 października 2022 – 27 listopada 2023    | szef Kancelarii Prezesa Rady Ministrów |
| (29.) | Henryk Kowalczyk        | PiS                         | 21 czerwca 2023 – 27 listopada 2023         | przewodniczący Komitetu Ekonomicznego Rady Ministrów |
| 42.   | Izabela Antos           | związana z PiS              | 27 listopada 2023 – 13 grudnia 2023         | szef Kancelarii Prezesa Rady Ministrów, przewodnicząca Stałego Komitetu Rady Ministrów, sekretarz Rady Ministrów |
| 43.   | Jacek Ozdoba            | Suwerenna Polska            | 27 listopada 2023 – 13 grudnia 2023         | minister ds. obrony praw obywatelskich i ochrony tożsamości europejskiej |
| 44.   | Maciej Berek            | związany z PO               | 13 grudnia 2023 – 24 lipca 2025             | przewodniczący Stałego Komitetu Rady Ministrów, przewodniczący Zespołu ds. Programowania Prac Rządu, sekretarz ds. parlamentarnych w KPRM                                                                            |
| 44.   | Maciej Berek            | związany z PO               | od 24 lipca 2025                            | minister do spraw nadzoru nad wdrażaniem polityki rządu |
| 45.   | Agnieszka Buczyńska     | Polska 2050                 | 13 grudnia 2023 – 16 października 2024      | minister ds. społeczeństwa obywatelskiego |
| 46.   | Jan Grabiec             | PO                          | od 13 grudnia 2023                          | szef Kancelarii Prezesa Rady Ministrów |
| 47.   | Katarzyna Kotula        | NL                          | 13 grudnia 2023 – 24 lipca 2025             | minister ds. równości |
| 48.   | Marzena Okła-Drewnowicz | PO                          | 13 grudnia 2023 – 24 lipca 2025             | minister ds. polityki senioralnej |
| 49.   | Tomasz Siemoniak        | PO                          | od 13 grudnia 2023                          | koordynator służb specjalnych |
| 50.   | Marcin Kierwiński       | PO                          | 26 września 2024 – 24 lipca 2025            | minister ds. odbudowy po powodzi we wrześniu 2024 |
| 51.   | Adriana Porowska        | Polska 2050                 | 16 października 2024 – 24 lipca 2025        | minister do spraw społeczeństwa obywatelskiego |